# مرصاد (نظام صاروخي للدفاع الجوي)
منظومة الدفاع الجوي مرصاد: هي منظومة دفاع جوي إيرانية، متوسطة المدى. مخصصة لصواريخ أرض-جو، وتُعَد إحدى المنظومات المصنعة وطنياً بالكامل داخل جمهورية إيران لقوة الدفاع الجوي بالجيش الإيراني على يد خبراء وزارة الدفاع الإيرانية، والتي تُستَخدَم للإرتفاع المتوسط. ومهمتها کشف ورصد الطائرات المسيرة المعادية وصواريخ كروز وحتى الصواريخ الباليستية. وتتميز هذه المنظومة الصاروخية عن مثيلاتها الخارجية بقدرة أكبر وأفضل على تتبع الأهداف والقدرة على الحرب الإلكترونية وكذلك زيادة المدى الراداري كما وبإمكانها إنجاز العمليات ضد مختلف أنواع الطائرات السريعة والمروحيات والطائرات من دون طيار وصواريخ كروز. وقد تم تزويدها برادار حافظ الباحث المرحلي ثلاثي الأبعاد سنة 2014م، حيث كانت تستخدم هذه المنظومة رادارات من طراز (هادي وكاوش وجويا) والتي لم تكن من الجيل الباحث والمرحلي الثلاثي الأبعاد، المسافة وزاوية الإتجاه وزاوية الإرتفاع.

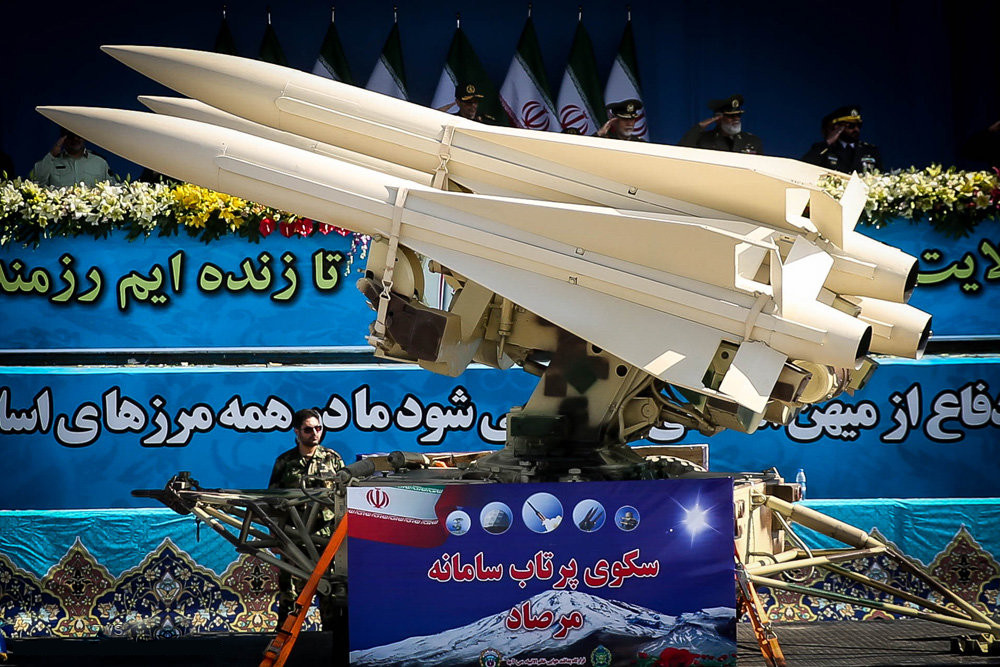
هذه الصورة مأخوذة لمنصة إطلاق النظام الصاروخي مرصاد، وذلك بأسبوع الدفاع المقدس لعام 2016م في طهران

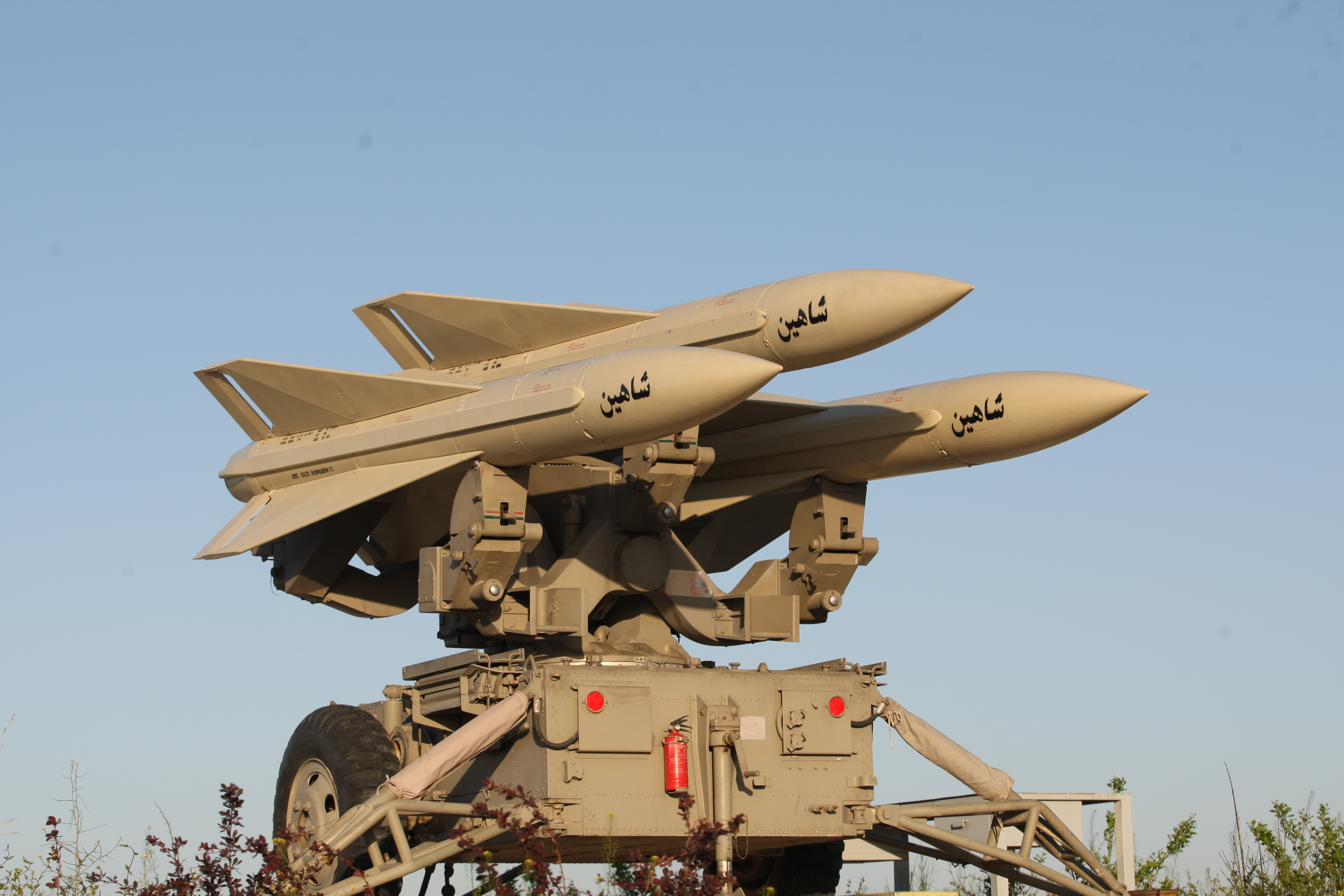
نظام الدفاع الجوي مرصاد، حيث تظهر صواريخ شاهين الإيرانية منصوبة عليها

## تدشين المنظومة
دشن وزير الدفاع الإيراني العميد أحمد وحيدي أول منظومة صاروخية متطورة متوسطة المدى للدفاع الجوي من طراز مرصاد. ونقلت وكالة أنباء فارس الإيرانية عن وزير الدفاع الإيراني قوله: إن المنظومة الصاروخية الرقمية المتوسطة المدى للدفاع الجوي التي يُطلَق عليها اسم «مرصاد» والتي تم تزويد مقر فيلق الدفاع الجوي بها تتمتع بقدرات عالية على إستهداف الطائرات المتطورة على الإرتفاعات المتوسطة. وأكد ان منظومة الدفاع مرصاد تفوق المنظومات الدفاعية الأخرى مشيراً إلى انها تتمتع بقابلية التحرك إلى الأعلى لمواجهة الحرب الإلكترونية وبما تتميز به عن سائر المنظومات الصاروخية.

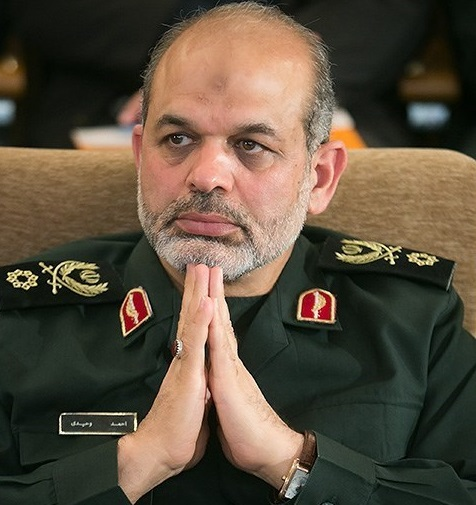
وزير الدفاع الإيراني العميد أحمد وحيدي، والذي حظر مراسم تدشين منظومة مرصاد الإيرانية للدفاع الجوي

## خصائص المنظومة
تتميز هذه المنظومة الصاروخية بأنها متنقلة، وواحدة من المنظومات محلية الصنع التابعة لقوة الدفاع الجوي في الجيش الإيراني، ولديها القدرة على أن تكون سريعة ومتحركة بهدف عدم إكتشاف موقعها. كما أن منظومة مرصاد الصاروخية تمتاز بكونها صغيرة الحجم ومتحركة وسهلة النقل وإمكانية إرتباطها بمنظومات الدفاع الجوي. ومنظومة مرصاد مزودة بقدرات رصد وتدمير مختلف أنواع الأهداف من مقاتلات ومروحيات وصواريخ كروز وطائرات بدون طيار. والمنظومة تمتاز بقدرتها على خوض الحرب الإلكترونية ومعالجة الأهداف في آنٍ واحد عبر تزويدها برادارات تصوير مرئي.

## مكونات المنظومة
كشفت جمهورية إيران عن بعض مكونات منظومة الدفاع الصاروخية مرصاد إيرانية الصنع والتصميم، حيث إشتملت مكوناتها على أجهزة الرادار للبحث وشبكات تقنية آلية ومنصات لإطلاق الصواريخ من طراز (شاهين) ومركز التحكم والقيادة.

## تطوير رادار باحث مرحلي ثلاثي الأبحاث لنصبه على المنظومة
في سنة 2014م تم إفتتاح خط إنتاج الرادار حافظ الباحث المرحلي، الذي صممه وأنتجه خبراء ومختصون في مؤسسة الصناعات الإلكترونية التابعة لوزارة الدفاع وإسناد القوات المسلحة الإيرانية، حيث أشار العميد أمير حاتمي نائب وزير الدفاع إلى ان هذا الرادار صُنِعَ لنصبه على منظومة «مرصاد» الصاروخية، والذي طور المدى الراداري للصواريخ 100 كلم أخرى. وقد تم برعاية نائب وزير الدفاع وإسناد القوات المسلحة العميد أمير حاتمي، تدشين الخطوط الإنتاجية لـ 3 منظومات رادارية مهمة تم تصميمها وتصنيعها من قبل خبراء الصناعات الإلكترونية بوزارة الدفاع، في شركة الصناعات الإلكترونية في شيراز. وقال العميد حاتمي في مراسم الإفتتاح ان الشركة ومن خلال إنتاجها منظومات رادارية مختلفة في مجال الكشف عن الأهداف الجوية، ورادارات منظومات سلاح الدفاع الجوي، تلعب دوراً بارزاً في الدفاع الجوي للبلاد. وتابع قائلاً: يُعتبَر الرادار حافظ واحداً من أحدث الرادارات التي قامت وزارة الدفاع بصناعتها لتزويد مقر خاتم الأنبياء (ص) للدفاع الجوي، وهو رادار باحث مرحلي ثلاثي الأبعاد بمدى متوسط للإستخدام في منظومة الدفاع الجوي «مرصاد». ومضى العميد حاتمي إلى القول: يمكن لهذا الرادار الكشف عن مختلف أنواع الأجسام الطائرة المهاجمة ومنها المقاتلات والطائرات من دون طيار وصواريخ كروز في إرتفاعات منخفضة ومتوسطة وتحديد مواقعها الدقيقة في الأبعاد الثلاثة، المسافة وزاوية الإتجاه وزاوية الإرتفاع ووضعها تحت تصرف رادار السيطرة على نيران منظومة السلاح.
ان (رادار حافظ) بإمكانه رصد 100 هدف في آنٍ واحد من مسافة 250 كيلومتراً وبإمكان هذا الرادار أيضاً، إطلاق الأشعة في بُعدَين، الإتجاه والإرتفاع، بصورة إلكترونية وفي فترة قصيرة جداً والكشف عن 100 هدف بالتزامن معاً من مسافة 250 كلم. ونظراً للدقة العالية لهذا الرادار في التمييز من ناحية المسافة والزاوية والسرعة فإن بإمكانه مواجهة التهديدات الجماعية. وأفاد العميد حاتمي ان هذا الرادار، هو رادار تكتيكي بالكامل ويعمل على مدار الساعة وقادر خلال فترة قصيرة جداً على الإستعداد لإنجاز العمليات ويحظى بتقنيات متطورة وحديثة في مواجهة الحرب الإلكترونية كما انه قادر على أداء دور مؤثر في أجواء التشويش والحرب الإلكترونية وكذلك في الظروف المناخية المختلفة. وقال حاتمي ان رادار حافظ، هو رادار باحث مرحلي ثلاثي الأبعاد بمدى متوسط للإستخدام في منظومة الدفاع الجوي «مرصاد»، وان منظومة مرصاد للدفاع الجوي، هي منظومة مصنعة وطنياً بالكامل داخل البلاد ويتم الإفادة من صاروخ هوك الإيراني الصنع في هذه المنظومة. كما تم نصب صواريخ شاهين وشلمجة والتي تُعتبَر من أهم الصواريخ الإيرانية المتطورة، على منظومة حافظ الرادارية. ان نصب هذه المنظومة الرادارية على منظومة مرصاد للدفاع الجوي أدى إلى زيادة المدى الراداري لهذه الصواريخ  150 كم كحد أدنى و250 كلم كحد أقصى. والميزة الثانية لهذه المنظومة الصاروخية، هي انها كانت تستخدم رادارات من طراز (هادي وكاوش وجويا) والتي لم تكن من الجيل الباحث والمرحلي الثلاثي الأبعاد، المسافة وزاوية الإتجاه وزاوية الإرتفاع، اما الآن وقد تم إزاحة الستار عن رادار «حافظ» ونصبها على منظومة «مرصاد» الصاروخية حيث يمكنها  تحديد مواقعها الدقيقة في الأبعاد الثلاثة، وضعها تحت تصرف رادار السيطرة على نيران منظومة السلاح ونظراً للدقة العالية لهذا الرادار في التمييز من ناحية المسافة والزاوية والسرعة فإن بإمكانه مواجهة التهديدات الجوية حيث تتمكن الصواريخ بالإفادة من الإحداثيات الدقيقة العمل بسهولة أكثر وتقفل الصواريخ على الأهداف المعادية المنشودة التي لا يمكنها التملص من الصاروخ. ان الرادار «حافظ» واحد من أحدث الرادارات التي قامت وزارة الدفاع الإيرانية بصناعتها، حيث بإمكانه رصد الأهداف بدقة أكثر  وفي فترة قصيرة جداً والكشف عن عدة أهداف بالتزامن معاً، وهذا يُعَد تحولاً كبيراً في منظومة مرصاد الصاروخية.

## نماذج تم تطويرها عن منظومة مرصاد
نظام الدفاع الصاروخي كمين 2:
بعد النجاح الذي حققته في التصدي لصواريخ كروز والطائرات التي تعمل بدون طيار، تم تطوير منظومة مرصاد الصاروخية، حيث تم تثبيت جميع أجزاء ومعدات منظومة مرصاد على منصة قابلة للتنقل، حيث أوجدت منظومة دفاعية متكاملة ومتنقلة سميت (كمين-2). وهي منظومة دفاعية متكاملة متنقلة وتُعَد واحدة من أحدث المنظومات الصاروخية الإيرانية المتنقلة وأكثرها تطوراً، حيث أزيح عنها الستار خلال الإستعراض العسكري الذي أجري في العاصمة الإيرانية طهران بيوم الجيش. وتجدر الإشارة إلى أن «كامين-2» هو نسخة محدثة من نظام الدفاع الجوي المتوسط والقصير المدى «مرصاد»، المصنوع من قبل المهندسين الإيرانيين في عام 2010م. وهذه المنظومة قادرة على رصد واستهداف أنواع الطائرات الموجهة وغير الموجهة، على الإرتفاعات المنخفضة. تتشكل منظومة مرصاد الدفاعية من أربعة اقسام وهي: القاذفة، الرادارات الاستكشافية، نظام التتبع البصري وقسم السيطرة والقيادة، وتستطيع رصد الأهداف من على بعد 150 كيلومتر وملاحقتها من بعد 80 كيلومتر. وتم تزويد منظومة مرصاد بصاروخ شاهين القادر على إصابة الأهداف من على بعد 45 كيلومتر حتى 50 كيلومتر ومزود بنظام توجية يسمى (اضرب وانسى). وتم تثبيت جميع أجزاء ومعدات منظومة مرصاد على منصة قابلة للتنقل، حيث أوجدت منظومة دفاعية متكاملة ومتنقلة سميت «كمين-2».

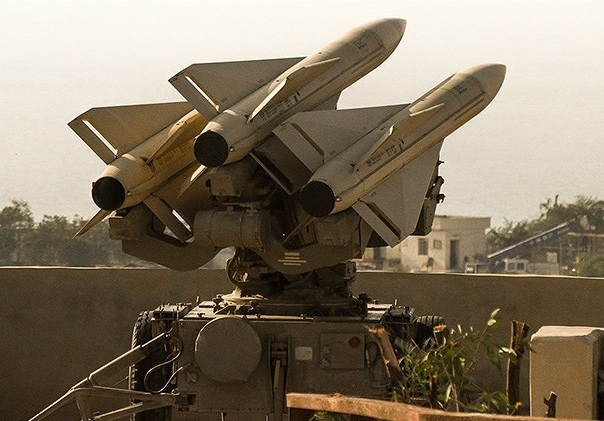
صواريخ شلمجه الجويه منصوبة على منظومة صياد الصاروخية للدفاع الجوي

## إسقاط طائرة أجنبية مسيرة
في سنة 2019م، وبواسطة منظومة مرصاد الصاروخية للدفاع الجوي، أسقط الدفاع الجوي للجيش الإيراني، طائرة مسيرة في ميناء ماهشهر جنوب جمهورية إيران. حيث تمكنت منظومة مرصاد الدفاعية الصاروخية للجيش الإيراني من إسقاط هذه الطائرة المسيرة بالقرب من ميناء الإمام الخميني جنوب غرب البلاد. وقد أكد قائد الدفاع الجوي في الجيش الإيراني العميد علي رضا صباحي فرد، إسقاط الجيش الإيراني طائرة مسيرة في ماهشهر جنوب إيران. وأشار  قائد الدفاع الجوي في الجيش الإيراني إلى ان منظومات الدفاع الجوي المحلية التابعة للجيش الإيراني تمكنت من إسقاط طائرة مسيرة معادية، في ماهشهر جنوب البلاد. وأضاف، كان هذا الاجراء، إجراء حاسم، حيث تم إطلاق صاروخ رداً على إعتداء طائرة أجنبية مسيرة على مجالنا الجوي، وتم إسقاط الطائرة المعادية قبل وصولها إلى المواقع الحساسة. وتابع، لقد حذرنا مراراً أن شبكة الدفاع الجوي المتكاملة في البلاد في جهوزية تامة وسترد بشكل حاسم على أي إعتداء وانتهاك لمجالنا الجوي. وأعلن محافظ خوزستان غلام رضا شريعتي، عن إنتشال حطام الطائرة المسيرة المجهولة التي أسقطها الدفاع الجوي للجيش الإيراني. وقال في تصريحٍ له، "في ساعات الصباح الأولى إخترقت طائرة مسيرة مجهولة، الأجواء الإيرانية في مدينة ماهشهر. وأوضح ان القوات المسلحة إنتشلت حطام الطائرة المسيرة من بين الحقول، منوهاً إلى ان الخبراء بدؤوا بالتحقيق حول ذلك الحادث.

## اختبار المنظومة
2014م
تمكنت منظومة مرصاد الإيرانية للدفاع الجوي من إطلاق صاروخ شلمجة إيراني الصنع، وهي المرة الأولى التي تطلق فيها منظومة مرصاد هذا الصاروخ. فقد أطلقت 3 صواريخ من طراز شلمجة للمرة الأولى وبنجاح على أهداف جوية بمقطع عرضي ضئيل جداً. وذلك في اليوم الثالث من مناورات محمد رسول الله (ص) الكبرى. حيث تمكنت هذه المنظومة من استكشاف واستهداف 3 طائرات من دون طيار بمقطع عرضي ضئيل جداً بصواريخ شلمجة إيرانية الصنع. وقال قائد مقر خاتم الأنبياء للدفاع الجوي العميد فرزاد اسماعيلي في تصريحٍ لوكالة أنباء فارس، رغم ان صاروخ شلمجة شبيه بصاروخ هاغ من حيث الشكل إلا ان له مميزات تفوقها. وأضاف، اننا نستخدم في هذا المجال منظومات وطنية الصنع ولا حاجة لنا لصاروخ هاغ. وقال العميد اسماعيلي، ان الطائرات من دون طيار التي استُهدِفَت في هذه العملية كانت ذات مقطع عرضي ضئيل جداً وان المنظومات العاملة لم تكن على اطلاع باتجاه دخولها المنطقة. وأوضح قائد مقر الدفاع الجوي ان هذه المنظومة أُختُبِرَت للمرة الأولى في هذه المناورات. وأضاف، ان هذه المنظومة الصاروخية كانت قد أقفلت خلال الأيام الأخيرة على بعض الطائرات الأجنبية التي كانت تنوي الإقتراب من منطقة المناورات وأرغمتها على مغادرة المنطقة، وهو في الواقع أمر جيد لها هي نفسها (لتلك الطائرات) لتكون في أمان ويثبت أيضاً بأننا جادون بالفعل ولا نحابي أحداً في هذا الصدد. وقد إنطلقت مناورات محمد رسول الله العسكرية الكبرى في سنة 2014م واستمرت أسبوعاً على مساحة مليونين و200 ألف كيلومتر مربع،  وتمتد من مضيق هرمز إلى السواحل الشرقية للبلاد وبحر عمان وشمال المحيط الهندي، وبمشاركة كافة صنوف الجيش الإيراني بقواته البحرية والبرية والجوية والدفاع الجوي.
2016م
إستطاعت منظومة مرصاد للدفاع الجوي من إستهداف هدف جوي، وهو عبارة عن طائرة مسيرة بدقة. وذلك في اليوم الثاني من المناورات الكبرى المشتركة للدفاع الجوي بعنوان المدافعون عن سماء الولاية 7 جنوب جمهورية إيران. وكذلك شهدت هذه المناورات التدريب على حراسة الأماكن الحساسة والخطيرة في جنوب البلاد. واستخدام منظومة صواريخ يازهراء 3 الوطنية المتوسطة المدى ضد هدف جوي متحرك تم رصده واستهدافه بدقة. وتُعَد منظومة صواريخ يازهراء القصيرة المدى هي الأخرى، منظومة وطنية تم صنعها من قِبَل خبراء الصناعات الدفاعية للبلاد وبإمكانها ضرب أهداف بالإستفادة من صواريخ باسم ثاقب يصل مداها إلى نحو 20 كيلومتراً. وبإمكان هذه المنظومة المتحركة والتكتيكية إصابة عدة أهداف بشكل متزامن. يُذكَر ان مناورات «المدافعون عن سماء الولاية 7» التي استمرت خمسة أيام إنطلقت سنة 2016م في منطقة تصل مساحتها إلى 494 ألف كيلومتر مربع تشمل مدن الأهواز ومحافظات شيراز وكرمان وبوشهر وهرمزكان والجزر الإيرانية الثلاث (تنب كبرى وتنب صغرى وابوموسى) وجميع الحدود الجوية لهذه المناطق. وتشارك وحدات الدفاع الجوي للجيش والحرس الثوري (قوات جو-فضاء للحرس الثوري) ووحدات السيطرة والعمليات ومدفعية الجيش والحرس الثوري ووحدات من قوات التعبئة الشعبية وقوى الأمن الداخلي وكذلك مقاتلات F4 للقوة الجوية للجيش الإيراني.
2019م
تمكنت منظومة مرصاد الصاروخية الإيرانية، خلال مناورات المدافعون عن سماء الولاية 98، من إصابة وتدمير صواريخ كروز للعدو المفترض. ويُعَد کشف ورصد الطائرات المسيرة المعادية في المنطقة العامة للمناورات والإشتباك معها وتدميرها بواسطة منظومة مرصاد المحلية الصنع والمتنقلة التابعة لقوة الدفاع الجوي، من الأنشطة التي تخللت المرحلة الحالية من المناورات. وصرح المركز الإعلامي للمناورات في وقتٍ سابق، أنه "جرى إسقاط أهداف معادية على إرتفاعات عالية بواسطة منظومة تلاش التابعة للدفاع الجوي، رصدتها الشبكة الموحدة في البلاد". وانطلقت مناورات المدافعون عن سماء الولاية 98 في شمال شرق جمهورية إيران بمشاركة قوات الدفاع الجوي والقوة الجوية إلى جانب قوات مقر الدفاع الجوي للبلاد، لاختبار مرونة الدفاع الجوي والنهوض بمستوى مهارات الطاقات الشابة في استخدام المنظومات الحلية الصنع. من جهته، أعلن قائد قوات الدفاع الجوي العميد علي رضا صباحي فرد، أن "منطقة المناورات المشتركة للدفاع الجوي، هي محاكاة لمنطقة الخليج العربي ومضيق هرمز". وأضاف، أن "المناورات تجري على مساحة 416 ألف كيلومتر مربع في المنطقة العامة لمحافظة سمنان شمال شرق البلاد، وأن المرحلة الأولى للمناورات تشمل كشف وتحديد أهداف العدو المفترض والإشتباك مع الأهداف المحددة.
2020م
أعلن الحرس الثوري الإيراني عن تمكن منظومتي مرصاد وطبس الإيرانيتين، من تدمير الأهداف الجوية بنجاح تام. وقالت وكالة تسنيم: "في ثاني أيام مناورات الولاية 97 المشتركة للدفاع الجوي بين وحدات حرس الثورة الإسلامية وجيش الجمهورية الإسلامية الإيرانية، أصابت صواريخ أرض-جو من طراز شلمجة الأهداف الإفتراضية للعدو وتم تدميرها بالكامل". واختبرت منظومة طبس الصاروخية متوسطة المدى التابعة لوحدات جو فضاء للحرس الثوري كذلك جاهزيتها خلال المناورات عبر عملية إطلاق صواريخ نحو الأهداف مما أدى إلى تدمير أهداف العدو الإفتراضي. وأكد المتحدث باسم مناورات الولاية 97 الأميرال سيد محمود موسوي نجاح إطلاق صواريخ شلمجة ومنظومة طبس، موضحاً بالقول إن "صناعة واستخدام المعدات والتقنيات المتطورة محلياً يدل على ان إيران تستطيع توفير جميع إحتياجاتها العسكرية بالإعتماد على القدرات الداخلية.

## معرض الصور

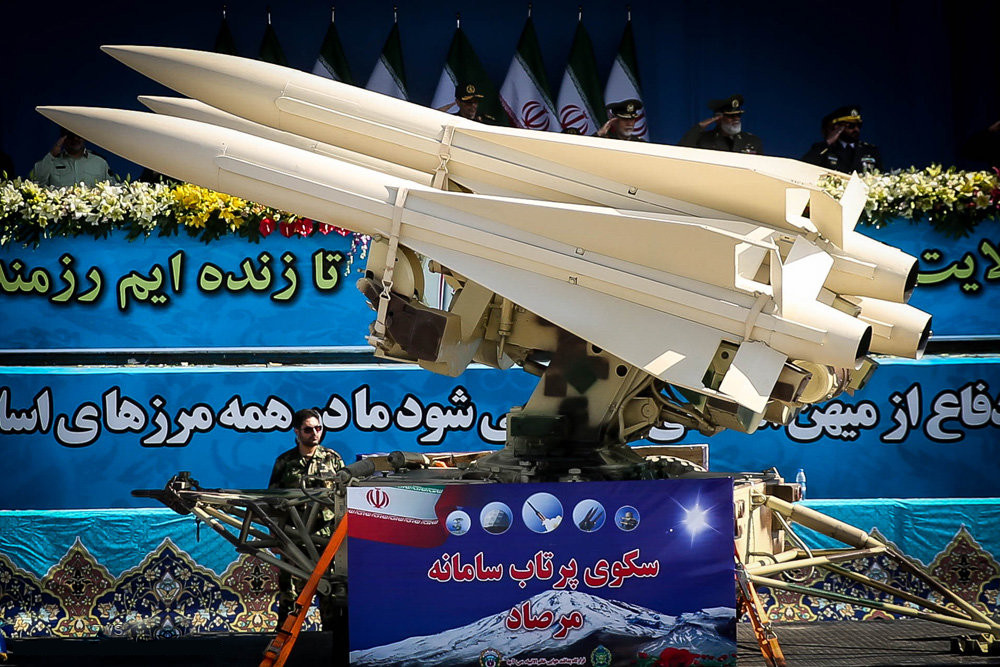
هذه الصورة مأخوذة لمنصة إطلاق النظام الصاروخي مرصاد، وذلك بأسبوع الدفاع المقدس لعام 2016م في طهران

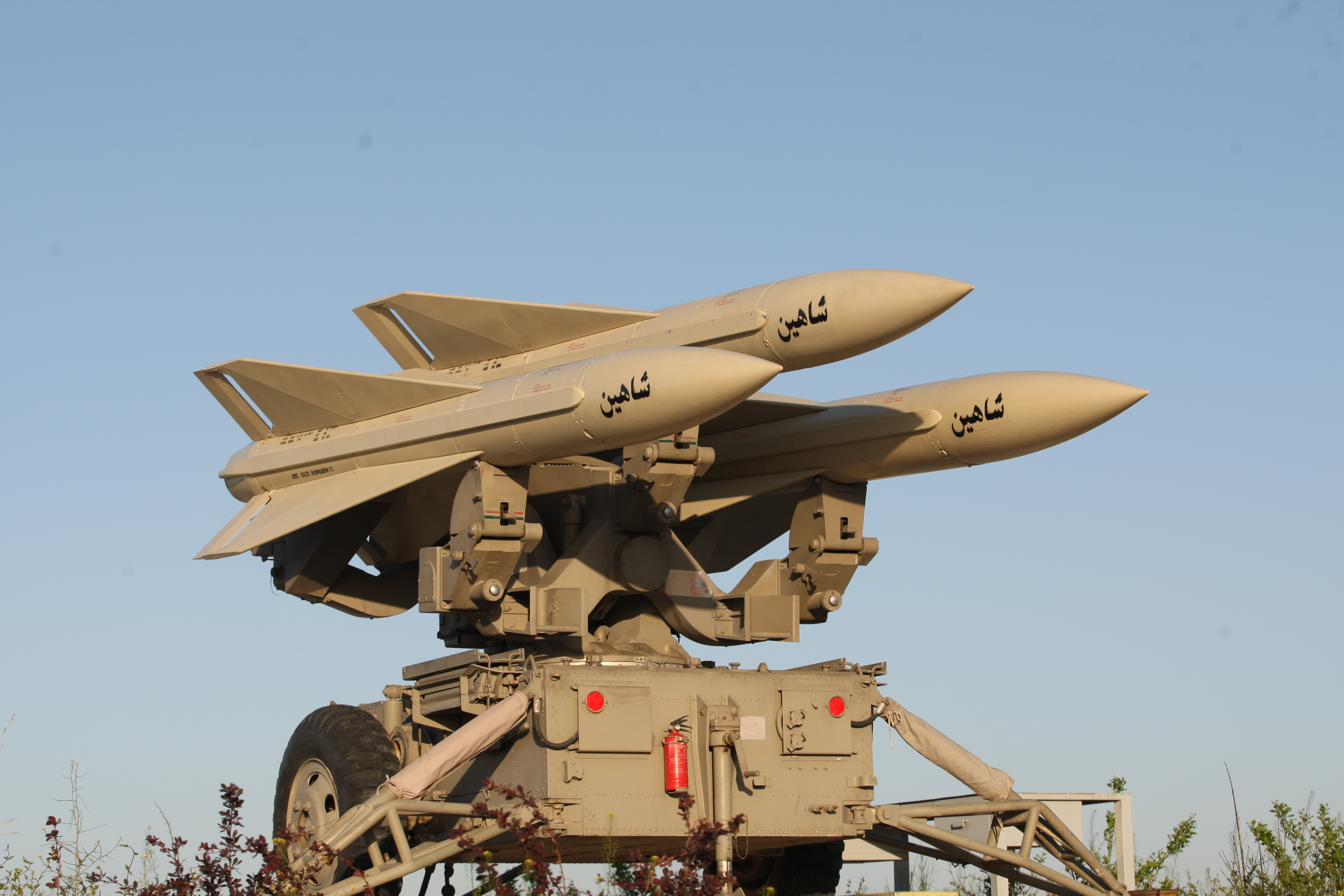
نظام الدفاع الجوي مرصاد، حيث تظهر صواريخ شاهين الإيرانية منصوبة عليها

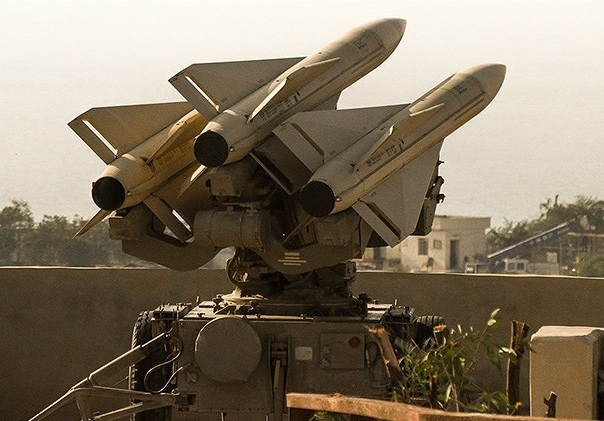
صواريخ شلمجه الجويه منصوبة على منظومة صياد الصاروخية للدفاع الجوي

## طالع ايضاً
- أس - 300
- سيمرغ (صاروخ)
- نور (صاروخ)
- مهاجر (طائرة بدون طيار)
- غواصة غدير
- حرس الثورة الإسلامية
- زورق ذو الفقار الصاروخي
- عماد (صاروخ باليستي)
- نازعات (عائلة صواريخ)
- صاروخ توسن المضاد للدروع
- سومار (صاروخ جوال)
- قيام 1 (صاروخ باليستي)
- سفير (عائلة صواريخ)
- مدفع عاصفه الرشاش
- قناص شاهر
- معراج (طائرة بدون طيار)
- صاروخ سجيل
- صاروخ شهاب 3
- طربيد والفجر
- صاروخ رضوان الباليستي
- مروحية شاهد 285
- زورق ذو الفقار الصاروخي